# Mạng lưới cung ứng
Mạng lưới cung ứng là một mô hình của các quá trình không gian và thời gian được thực hiện tại các nút cơ sở và trên các liên kết phân phối, điều này làm tăng giá trị cho khách hàng thông qua việc sản xuất và phân phối sản phẩm. Nó bao gồm trạng thái chung của các vấn đề kinh doanh trong đó tất cả các loại vật liệu (nguyên liệu gia công cũng như thành phẩm) được chuyển đổi và di chuyển giữa các điểm giá trị gia tăng khác nhau để tối đa hóa giá trị gia tăng cho khách hàng.
Chuỗi cung ứng là một ví dụ đặc biệt của mạng lưới cung ứng trong đó nguyên liệu thô, nguyên liệu trung gian và hàng hóa thành phẩm được mua riêng dưới dạng sản phẩm thông qua một chuỗi các quy trình cung cấp cho nhau.
Trong ngành công nghiệp bán dẫn, ví dụ, quá trình làm việc chuyển từ chế tạo sang lắp ráp, sau đó đến nhà thử nghiệm. Thuật ngữ "mạng lưới cung ứng" dùng để chỉ hiện tượng công nghệ cao trong sản xuất hợp đồng mà chủ sở hữu thương hiệu không chạm vào sản phẩm. Thay vào đó, cô phối hợp với các nhà sản xuất hợp đồng và nhà cung cấp linh kiện, những người vận chuyển linh kiện cho chủ thương hiệu. Thực tiễn kinh doanh này đòi hỏi chủ sở hữu thương hiệu phải giữ liên lạc với nhiều bên hoặc "mạng" cùng một lúc.

## Mạng lưới cung cấp đàn hồi
Mạng lưới cung ứng linh hoạt sắp xếp hiệu quả chiến lược, hoạt động, hệ thống quản lý, cơ cấu quản trị và khả năng hỗ trợ quyết định của nó để có thể phát hiện và điều chỉnh để liên tục thay đổi rủi ro, chịu đựng sự gián đoạn đối với các trình điều khiển thu nhập chính và tạo lợi thế cho các đối thủ kém thích nghi hơn. Hơn nữa, nó có khả năng đáp ứng nhanh chóng với những thay đổi không lường trước, thậm chí là sự gián đoạn hỗn loạn. Khả năng phục hồi của mạng lưới cung cấp là khả năng phục hồi   - và, trên thực tế, để bật về phía trước với tốc độ, quyết tâm và độ chính xác. Trong các nghiên cứu gần đây, khả năng phục hồi được coi là giai đoạn tiếp theo trong quá trình phát triển của các cấu trúc doanh nghiệp truyền thống, tập trung vào các cấu trúc lấy khách hàng làm trung tâm, ảo hóa cao cho phép mọi người làm việc mọi lúc, mọi nơi.
Mạng lưới cung ứng linh hoạt nên điều chỉnh chiến lược và hoạt động của mình để thích ứng với rủi ro ảnh hưởng đến năng lực của nó. Có 4 cấp độ phục hồi chuỗi cung ứng:
1. quản lý chuỗi cung ứng phản ứng.
2. tích hợp chuỗi cung ứng nội bộ với bộ đệm theo kế hoạch.
3. hợp tác trên các mạng lưới chuỗi cung ứng mở rộng.
4. một sự thích ứng và linh hoạt chuỗi cung ứng.[5]

### Khả năng phục hồi chiến lược
Từ quan điểm phục hồi chiến lược, một mạng lưới cung ứng phải tự động phát minh lại các mô hình và chiến lược kinh doanh khi hoàn cảnh thay đổi. Nó không phải là để đối phó với một cuộc khủng hoảng một lần, hoặc chỉ có một chuỗi cung ứng linh hoạt. Đó là về việc liên tục dự đoán và điều chỉnh các điểm không liên tục có thể làm giảm vĩnh viễn giới từ giá trị của một doanh nghiệp cốt lõi với trọng tâm là mang lại sự hài lòng cho khách hàng. Khả năng phục hồi chiến lược đòi hỏi sự đổi mới liên tục liên quan đến cấu trúc sản phẩm, quy trình, mà cả hành vi của công ty. Gia hạn có thể được coi là hệ quả tự nhiên của khả năng phục hồi chiến lược bẩm sinh của mạng lưới cung ứng.

### Khả năng phục hồi hoạt động
Về khả năng phục hồi hoạt động, mạng lưới cung ứng phải ứng phó với những thăng trầm của chu kỳ kinh doanh hoặc để nhanh chóng cân bằng lại hỗn hợp dịch vụ, quy trình và chuỗi cung ứng sản phẩm, bằng cách củng cố sự linh hoạt, linh hoạt và mạnh mẽ của doanh nghiệp khi đối mặt với môi trường thay đổi.